# Beira Baixa
Beira Baixa var en provins i centrala Portugal mellan 1936 och 1976.
Provinsen omfattade ungefär dagens Distrito de Castelo Branco, samt en kommun i Distrito de Santarém och en kommun i Distrito de Coimbra.
Idag ingår Beira Baixa i Região do Centro.

## Viktigaste städer
- Castelo Branco
- Covilhã
- Belmonte
- Fundão